# Audjassaare
Audjassaare – wieś w Estonii, w prowincji Põlva, w gminie Mikitamäe.